# Kathedrale von Port Louis

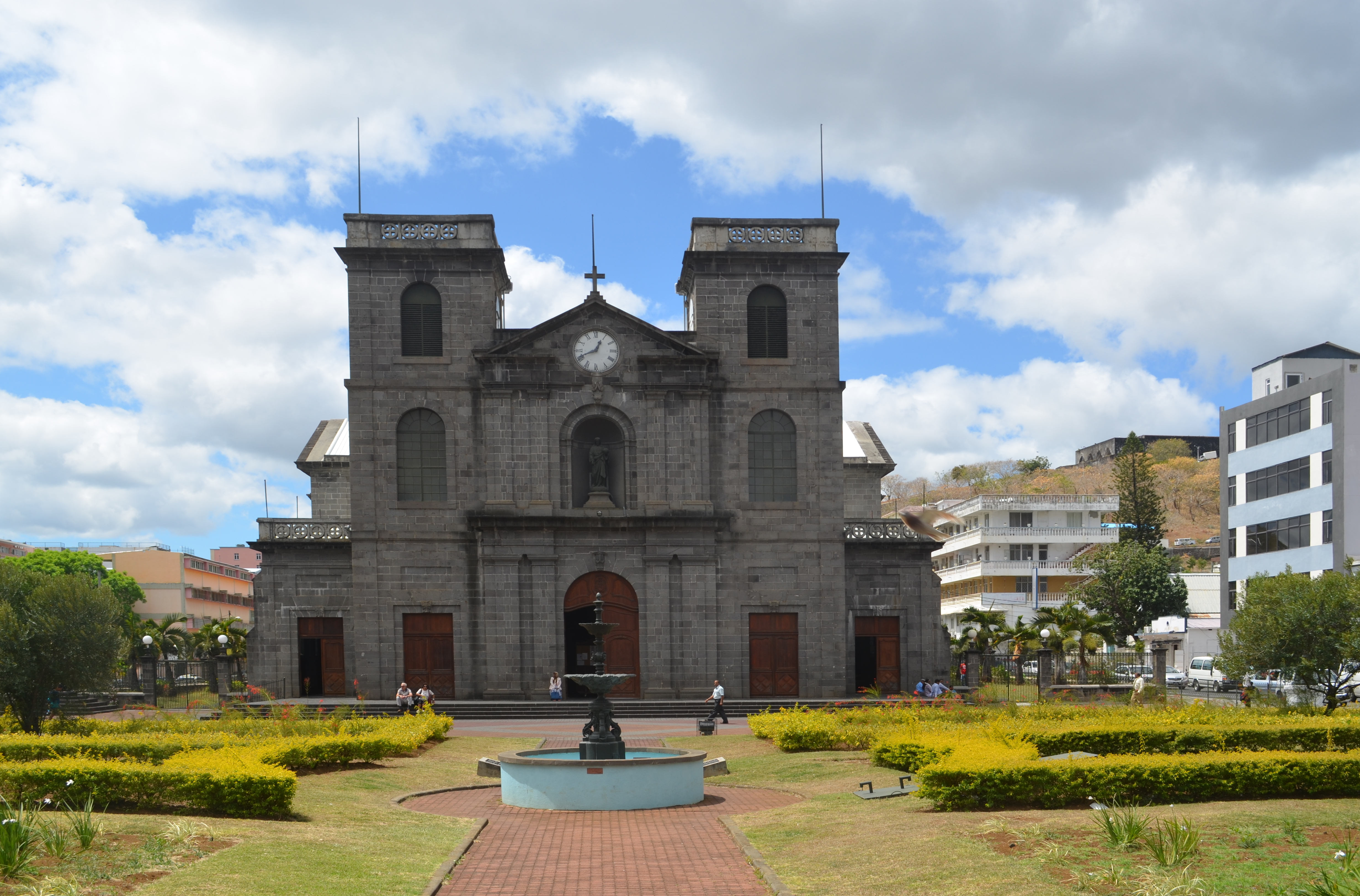
Front der Kathedrale

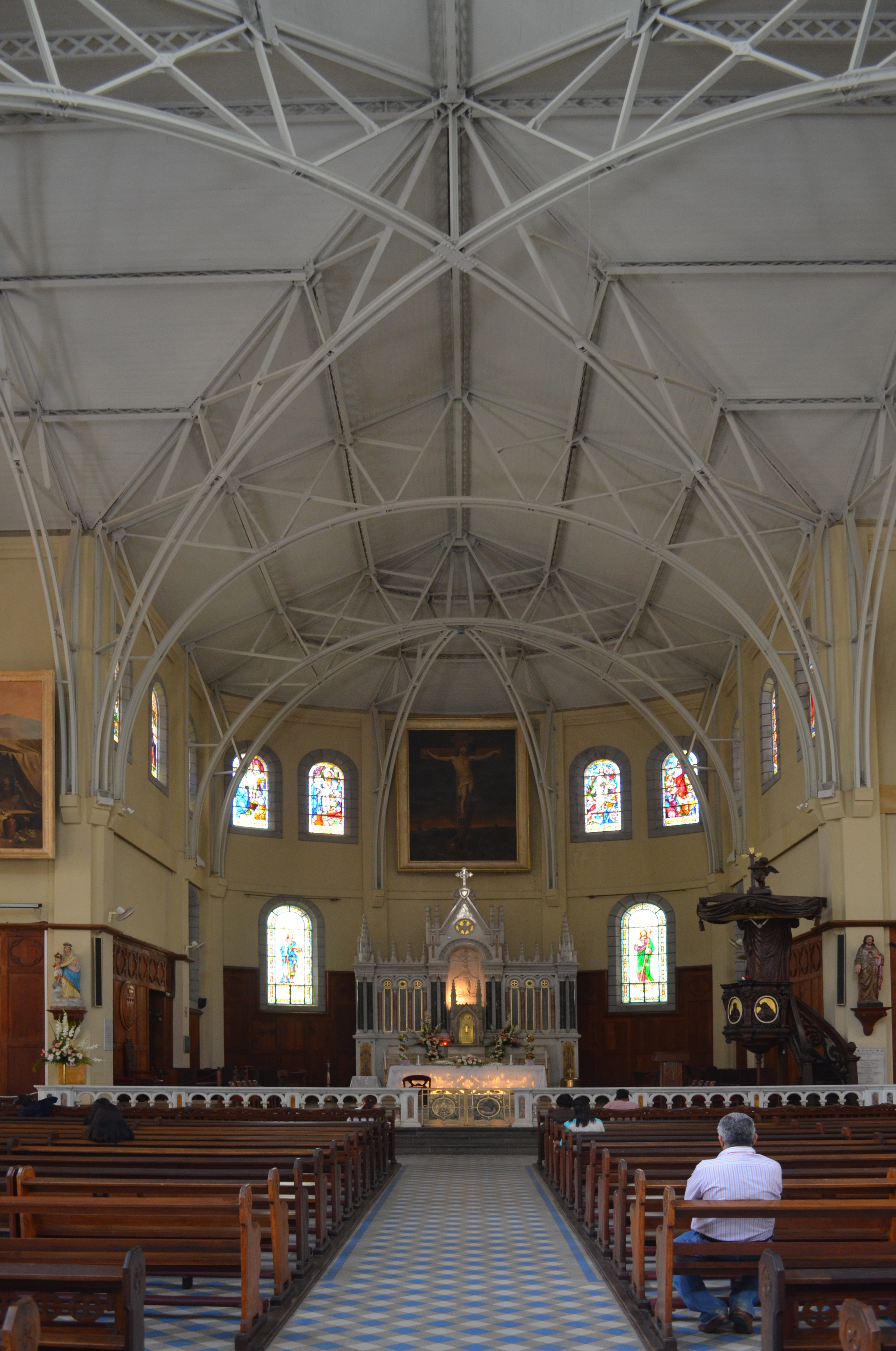
Kircheninneres

Die Kathedrale von Port Louis (en: St. Louis Cathedral; fr: Cathédrale Saint-Louis de Port-Louis) ist die katholische Hauptkirche im Bistum Port-Louis und befindet sich in der Hauptstadt von Mauritius, Port Louis.

## Geschichte
Zwischen 1752 und 1756 ließ Jean-François Charpentier de Cossigny eine erste Kirche am heutigen Standort errichten. Diese wurde im Zyklon von 1760 endgültig zerstört. Ein Neubau fiel bereits am 9. April 1773 einem anderen Zyklon zum Opfer. 1782 erfolgte der nächste Neubau. Auch dieser wies bauliche Schwächen auf und wurde 1814 unter Robert Townsend Farquhar, dem ersten britischen Gouverneur stabiler erneuert und erhielt 1819 die heutige Form. Seit der Errichtung des Bistums 1847 ist die Kirche Sitz des Bischofs. 2007 erfolgte die letzte Renovierung.

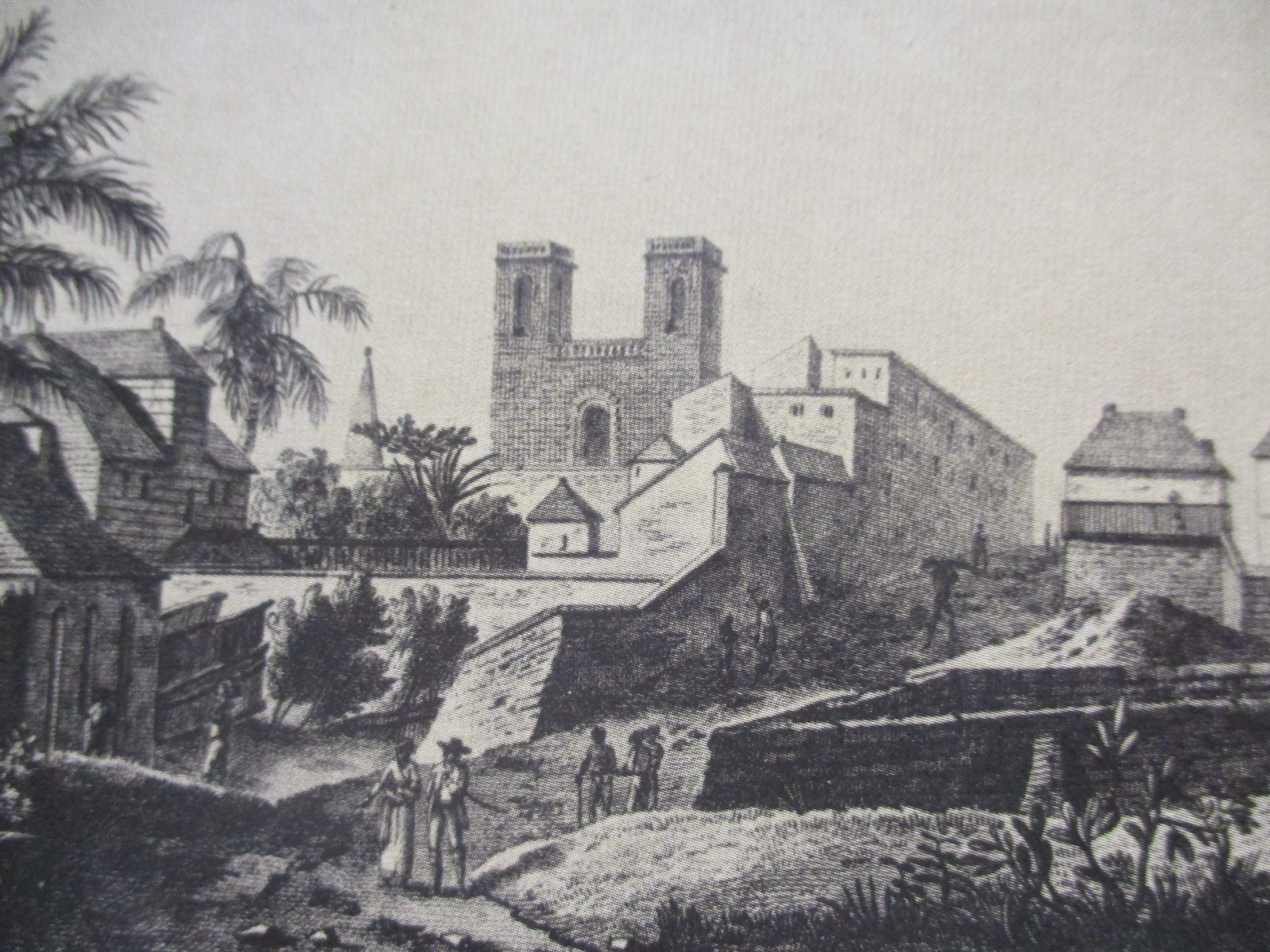
Kirche 1812
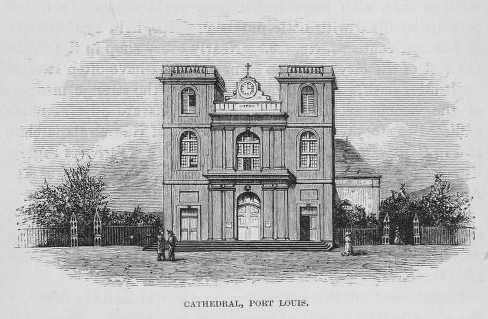
Kathedrale 1873
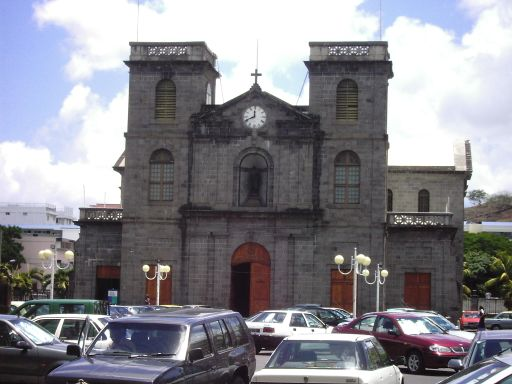
Kathedrale 2006, noch mit Parkplatz davor

## Lage
Die Kathedrale befindet sich im Herzen der Hauptstadt. An der zentralen Jules Koenig Street befindet sich der Vorplatz der Kathedrale. Die Grünanlage trägt seit 2009 den Namen Jardin du Parvis (vor der Umgestaltung wurde er als Parkplatz genutzt) und wird durch den unter Denkmalschutz stehenden Brunnen geprägt. Dieser Brunnen in Form eines mit Skulpturen von Löwen geschmückten Obelisken wurde unter Gouverneur Vicomte de Souillac 1786 errichtet. Links neben der Kirche befindet sich ein großes Kruzifix. Hinter der Kathedrale liegt das Gebäude des Bistums.

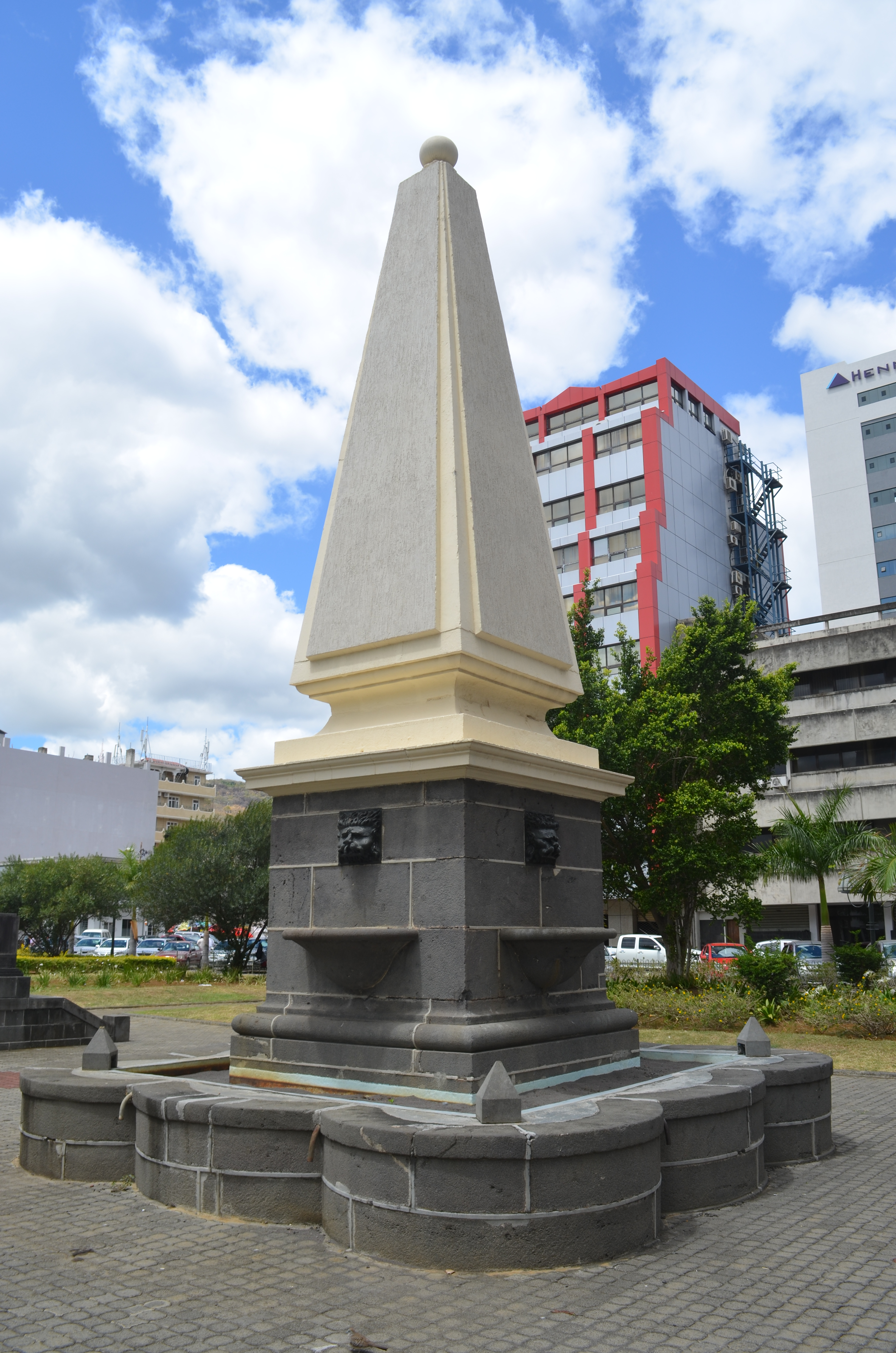
Brunnen vor der Kathedrale
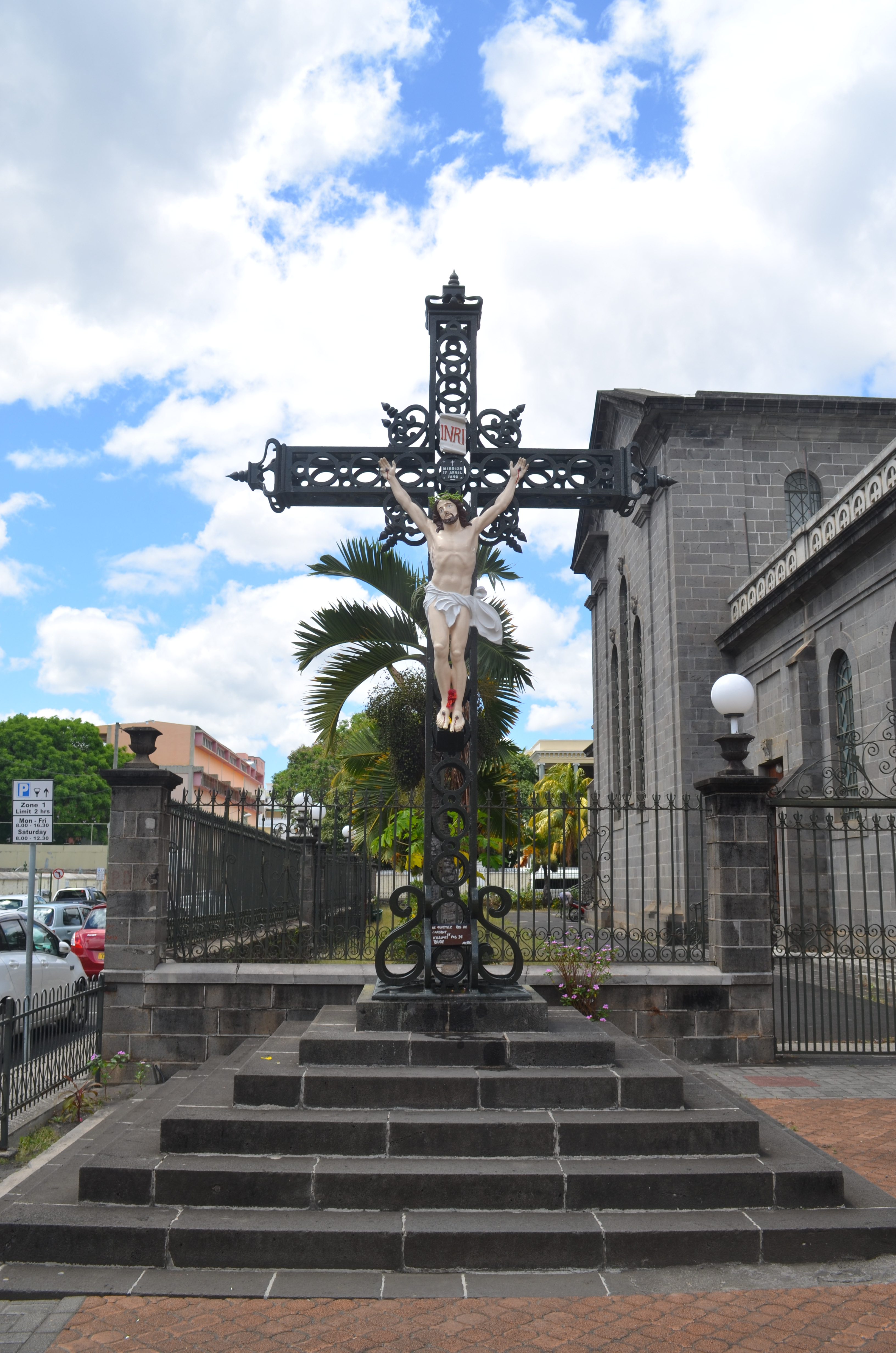
Kreuz neben der Kirche
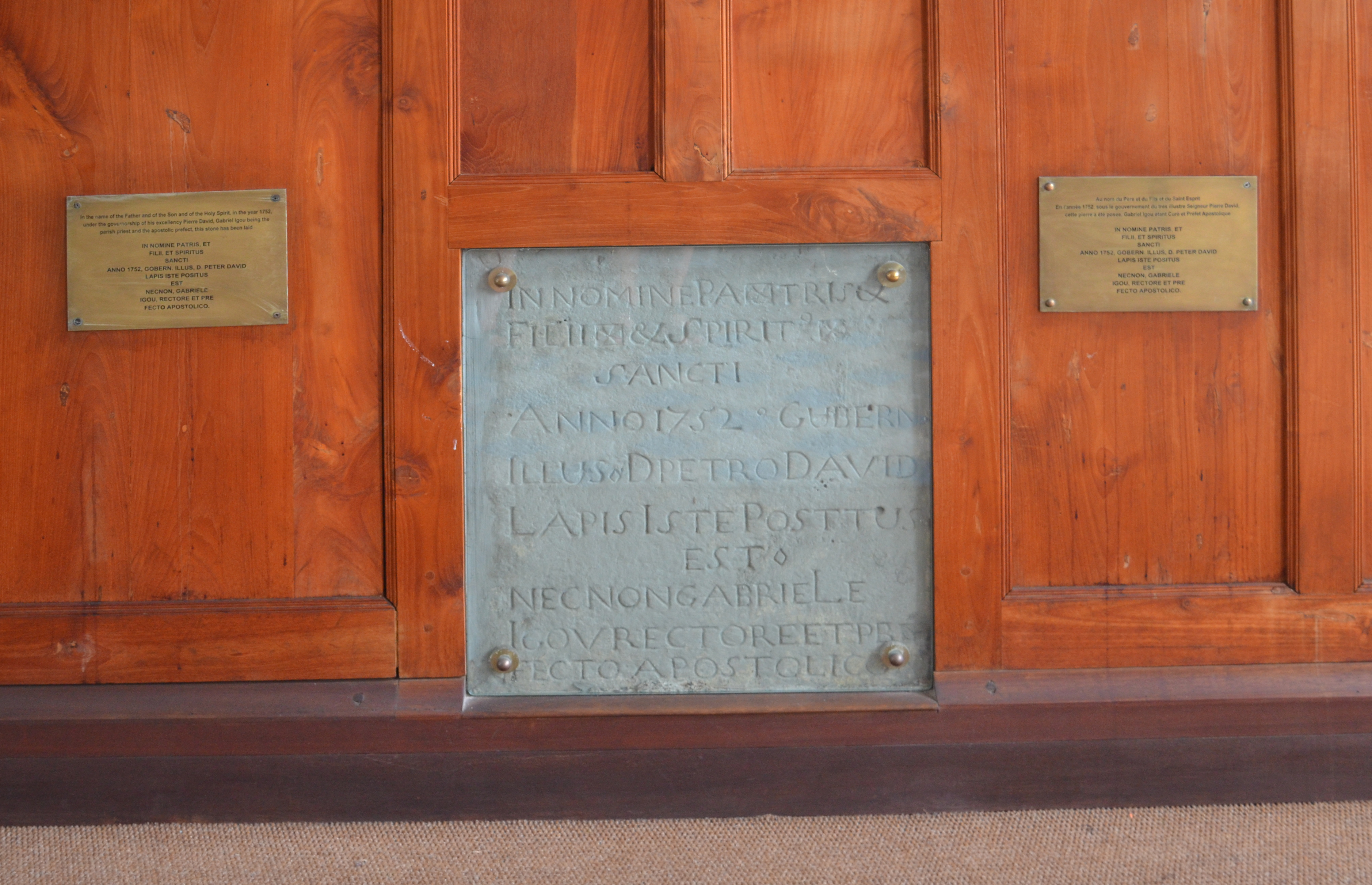
Grundstein
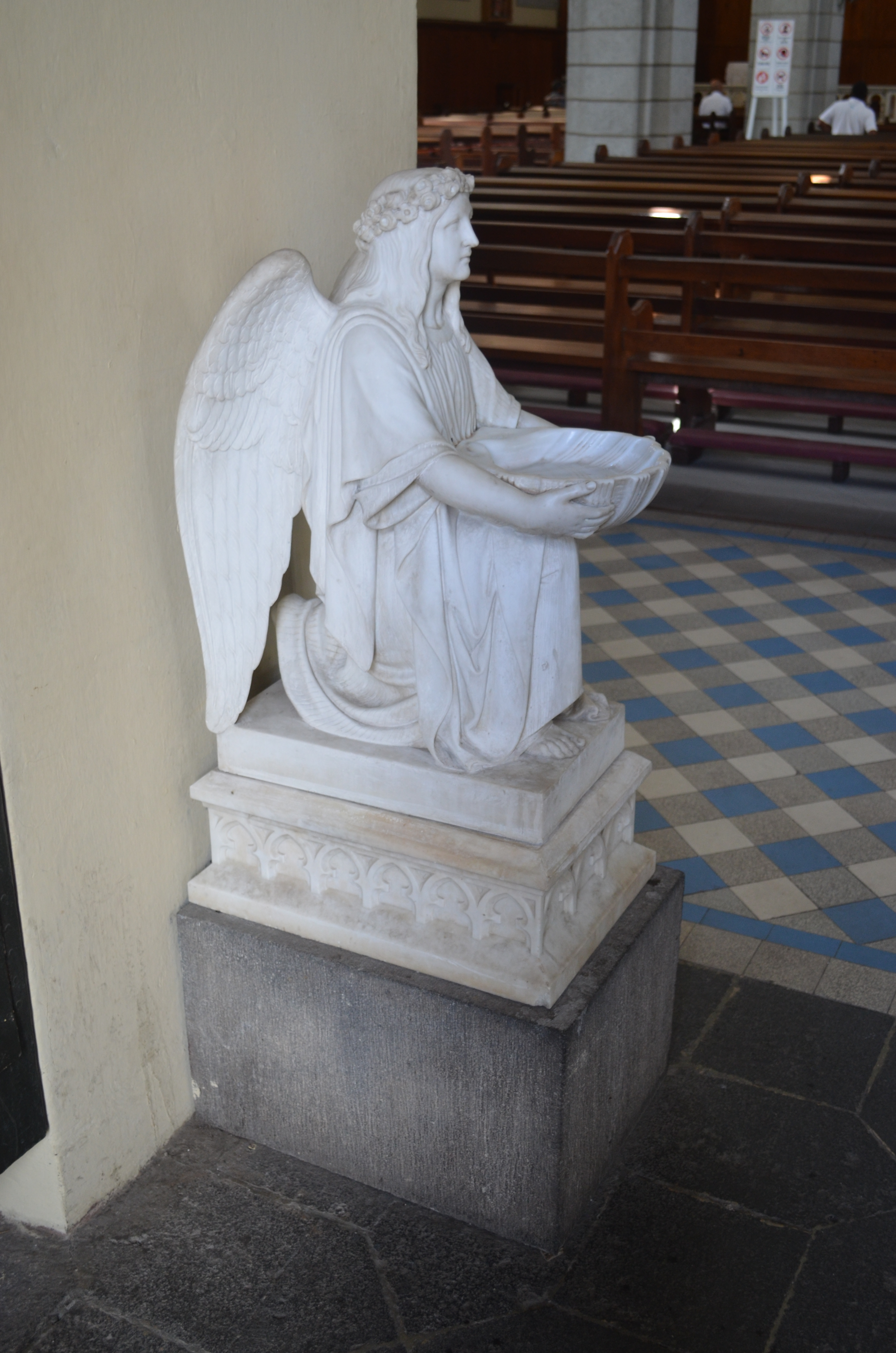
Weihwasserspender